# Danse rituelle au tambour royal
La danse rituelle au tambour royal est un type de spectacle issu de la culture burundaise qui réunit danse, poésie héroïque et chants traditionnels au son des tambours du Burundi. Cette tradition du spectacle vivant est sur la liste du patrimoine culturel immatériel de l'humanité (UNESCO) depuis 2014,.

## Description
Les tambours du Burundi sont des instruments à percussion sacrés issus d'une tradition royale. Lors de cette danse, les tambourinaires sont disposés en arc de cercle autour d'un tambour central appelé inkiranya. Les tambours de gauche (amashako) battent le rythme continu tandis que ceux de droite (ibishikiso) suivent les cadences données par le tambour central. Quelques tambourinaires dansent sur le rythme imposé par le groupe.

Ce rituel peut être associé à une danse guerrière. Il est réservé à des événements exceptionnels tels que des fêtes nationales, locales ou l'accueil de visiteurs de marque et a pour but de réveiller les esprits des ancêtres ainsi que de chasser les esprits maléfiques.